# Plusiodonta repellans
Plusiodonta repellans là một loài bướm đêm trong họ Noctuidae.